# Don Thompson
Donald James Thompson, detto Don (Hillingdon, 20 gennaio 1933 – Frimley, 4 ottobre 2006), è stato un marciatore britannico, specializzato nella 50 km.

## Biografia
Ai Giochi della X Olimpiade vinse l'oro nei 50 km di marcia ottenendo un tempo migliore dello svedese John Ljunggren (medaglia d'argento) e dell'italiano Abdon Pamich.

## Palmarès
| Anno | Manifestazione  | Sede | Evento          | Risultato | Misura   | Note |
| ---- | --------------- | ---- | --------------- | --------- | -------- | ---- |
| 1960 | Giochi olimpici | Roma | 50 km di marcia | Oro       | 4h25'30" | RO   |